# Padang Serasan
Padang Serasan is een bestuurslaag in het regentschap Bengkulu Selatan van de provincie Bengkulu, Indonesië. Padang Serasan telt 711 inwoners (volkstelling 2010).